# 超级机器人大战ORIGINAL GENERATION THE ANIMATION
《超級機械人大戰ORIGINAL GENERATION THE ANIMATION》是以萬普發售的策略模擬遊戲為題材的動畫。
除了動畫，亦同時發售廣播劇CD和漫畫等衍生商品。本動畫由Brain's Base製作，全3話，共發售DVD三集及UMD一集收錄全3話。

## 概要
本作是超級機器人大戰首次製成動畫，故事背景在「OG2」結束後發生的「巴爾托陸事件」原創故事。因為是首次動畫化令機戰迷都十分期待，但因作畫品質低落而不獲好評。
為了不再被批評之後的TV動畫「超级机器人大战OG -Divine Wars-」 的製作公司由Brain's Base改為OLM。
而廣播劇CD則新加OVA內沒有登場角色的故事及補充OVA內說明不足的地方。

## 各話副標題
- 第一話 - 機械人兵團 （群れなす機械（バルトール））

日本版:2005年5月27日
香港版:2006年7月23日(DVD), 2006年8月23日(VCD)
- 第二話 - 以人類為零件 （ヒトという部品（パーツ））

日本版:2005年8月26日
香港版:2006年7月23日(DVD), 2006年8月23日(VCD)
- 第三話 - 迷宮的囚犯 （迷宮の囚人（プリズナー））

日本版:2005年12月23日
香港版:2006年7月23日(DVD), 2006年8月23日(VCD)

## 製作人員
- 原作：萬普
- 規劃：山浦康彥、川城和實
- 監修：寺田貴信
- 監督：川越淳
- 劇本：西園悟
- 人物設計（原案）：河野さち子
- 機械設計（原案）：宮武一貴、カトキハジメ（角木肇）、齋藤和衛、金丸仁、安藤弘、守谷淳一
- 人物設計·作畫監督：田中良
- 機械設計·作畫監督：才木康寛
- CG機械設計：高倉武史
- 3DCG：本田稔裕
- 美術：宮野隆
- 色彩設計：原田幸子
- 攝影：佐藤正人
- 編集：田熊純
- 音樂：齊藤恆芳
- 音響監督：なかのとおる
- 製片人：寺田貴信、松田吉史、小林辰与、森本浩二
- 製作：Brains base

## 配音
- 南部 響介：森川智之
- 艾克瑟蓮·白朗寧：水谷優子
- 布魯克林·拉克菲德：杉田智和
- 水羽 楠葉：高橋美佳子
- 伊達 隆聖：三木眞一郎
- 萊迪斯·F·布蘭修坦：置鮎龍太郎
- 古林 彩：冬馬由美
- 古林 舞：折笠愛
- 薇蕾塔·巴迪姆：田中敦子
- 奇里亞姆·葉格：田中秀幸
- 拉米亞·拉布雷斯：清水香里
- 亞拉德·巴蘭加：鶏内一也
- 潔歐菈·修拜札：嘉數由美
- 菈朵妮·史伯特：平井理子
- 小野寺 鐵哉：堀川仁
- 冰川 諒斗：小林由美子
- 慕蓉 琉：夏樹莉緒
- 名高 英太：田中大文
- 安藤 正樹：綠川光
- 小白：折笠愛
- 小黑：佐久間玲
- 桑格·佐沃特：小野健一
- 雷傑爾·法因修梅卡：稻田徹
- 威路海姆·馮·尤爾根：牛山茂

## 主題曲
片頭曲
「迷宮的囚犯」（迷宮のプリズナー）
作詞、作曲：影山浩宣／編曲：須藤賢一／主唱：JAM Project
片尾曲
「Protect You」（第一話）
作詞：遠藤正明、奧井雅美／作曲:奧井雅美／主唱：JAM Project featuring 遠藤正明、奧井雅美
「Name of the Truth」（第二話）
作詞、作曲：北谷洋／編曲：河野陽吾／主唱：JAM Project featuring 松本梨香、北谷洋
「星空的安魂曲」（星空のレクイエム） （第三話）
作詞：影山浩宣／作編曲：福山芳樹／String arrangements：須藤賢一／歌：JAM Project featuring 影山浩宣、福山芳樹
插曲
「熱風! 疾風! 賽巴斯塔」（熱風! 疾風! サイバスター）（第二話）
作詞：田中麻衣子・小泉正宏／作曲：田中伸一／編曲：河野陽吾／主唱：JAM Project featuring 影山浩宣、遠藤正明、福山芳樹、北谷洋

## 廣播劇CD
由Lantis發售的廣播劇CD，一卷收錄兩話，總共三卷。
- 超级机器人大战ORIGINAL GENERATION THE SOUND CINEMA VOL.1 - 2005年10月5日發售
- 超级机器人大战ORIGINAL GENERATION THE SOUND CINEMA VOL.2 - 2005年11月23日發售
- 超级机器人大战ORIGINAL GENERATION THE SOUND CINEMA VOL.3 - 2006年1月25日發售

## 漫畫
在電擊HOBBY雜誌連載。OVA的漫畫化。せたのりやす著。共1册。

## 外部連結
- 機戰官方網站內的介紹 （页面存档备份，存于）
- Bandai Visual官網 （页面存档备份，存于）